# Gryżyna (województwo wielkopolskie)
Gryżyna – wieś w Polsce położona w województwie wielkopolskim, w powiecie kościańskim, w gminie Kościan.
W latach 1954–1959 wieś należała i była siedzibą władz gromady Gryżyna, po jej zniesieniu w gromadzie Racot. W latach 1975–1998 miejscowość administracyjnie należała do województwa leszczyńskiego.

## Historia
Miejscowość pierwotnie związana była z Wielkopolską. Ma metrykę średniowieczną i istnieje co najmniej od końca XIII wieku. Wymieniona pierwszy raz w łacińskim dokumencie z 1296 „Grizina”, 1323 „Griszina”, 1348 „Grizin”, 1367 „Gazzyna”, 1388 „Grziszina, Griszyna”, 1393 „Grissina, Grzina!, Grizina”, 1395 „Gzrzina, Griszin”, 1397 „Griziczina, Gryzyna, Grziszino”, 1399 „Grzysina”, 1420 „Grisina”, 1454 „Grischina”, 1457 „Grizyna”, 1485 „Gryzyna”.
Miejscowość była początkowo wsią szlachecką należącą do rodu Gryżyńskich, którzy od nazwy wsi przyjęli odmiejscowe nazwisko, a później także do Gostyńskich. W 1445 leżała w powiecie kościańskim Korony Królestwa Polskiego. Od 1388 była siedzibą własnej parafii, a w 1510 notowana w dekanacie Kościan.
Pierwszy zapis o wsi datowany jest na 1296 i pochodzi z dokumentu króla polskiego Przemysła II, który w przywileju immunitetowym potwierdził benedyktynom lubińskim posiadanie wsi Wonieść wraz z jeziorem Wonieść. Odnotowano w nim ludzi ze wsi Gryżyna i Osiek, którzy nie mieli prawa łowić w tym jeziorze ryb ponieważ należało ono do opactwa lubińskiego. Według wzmianki z 1408 około 1327  sędzia poznański Wojsław z Gryżyny otrzymał na określony czas od opata  benedyktynów lubińskich Pawła prawo do łowienia małymi sieciami w jeziorze Wonieść koło wsi Wonieść.
W latach 1275–1300 z granitowych polnych kamieni wymurowano jednonawowy kościół św. Marcina  położony jeden kilometr poza wsią. Przy tym kościele jeszcze w XIX w. był kopiec, na którym dawniej wznosił się dwór obronny. Miejsce to w 1554 roku nazywano Starą Wsią. Kościół oraz dwór nie dotrwał do naszych czasów.
Pierwszy znany właściciel wsi Wojsław z Gryżyny odnotowany został jako świadek na jednym z dokumentów w 1310 roku. W latach 1323–1335 wymieniony został sędzia poznański Wojsław z Gryżyny, który jest z nim identyfikowany. W 1348 odnotowano świadka o imieniu Wojsław z Gryżyny. W 1360 rycerz Wojsław z Gryżyny był posłem królewskim, który udał się w imieniu Kazimierza III Wielkiego do Awinionu we Francji. W latach 1365–1372 pełnił on funkcję kasztelana santockiego do swojej śmierci w 1373.
W XIV wieku odnotowana została granica Gryżyny z posiadłościami opactwa lubińskiego. W latach 1399–1401 Jan Gryżyński z Gryżyny prowadził spory sądowe z opatem lubińskim: w 1399 o granicę pomiędzy posiadłościami, o rzekę Samicę i jezioro Wonieść. W 1401 jako swoje majętności Jan Gryżyński zapowiedział zarośla, drogi i granice Gryżyny oraz ponownie wdał się w spór z benedyktami lubińskimi o jaz oraz rzekę Samicę przy jeziorze Wonieść.
W 1371 kasztelan przemęcki Przybysław Gryżyński  osadził we Wławie sołtysa. W 1395 król polski Władysław II Jagiełło zapisał kasztelanowi poznańskiemu Domaratowi z Iwna herbu Grzymała 600 grzywien groszy praskich na mieście Przemęt i wsiach Błotnica, Radomierz, Sączkowo oraz folwark Zaborowo na takich prawach, na jakich posiadał je Bartosz Wezenborg wojewoda poznański. Przejściowo, do czasu spłacenia sumy król zastawił jednak miasto Przemęt z wspomnianymi wsiami Andrzejowi, Przybysławowi, Maćkowi, Janowi i Wyszakowi z Gryżyny w zamian za pożyczkę 400 grzywien na nagrodę dla Domarata i 200 grzywien na zwrot długu królewskiego dla niego. W 1397 Andrzej z Gryżyny powołując się na dokument królewski, zeznał, że nie chce szkodzić opactwu cystersów w Wieleniu zaobrzańskim i nie będzie korzystał z czterech toni zwanych „Wanszvina, Bobrowa, Goliszyna” oraz „Krótka” w niewymienionej z nazwy rzece płynącej z Radomierza ani z obu brzegów tej rzeki. W 1408 Władysław II Jagiełło zezwolił cystersom wieleńskim wykupić za 600 grzywien groszy praskich zastaw od braci Andrzeja i Przybysława Gryżyńskich w tym miasto Przemęt z przedmieściem Świętopietrze oraz wsiami Radomierz, Błotnica i Sączkowo.
Na przełomie XIV i XV wieku miejscowość znajdowała się w posiadaniu czterech braci Gryżyńskich, z których tylko Jan nadal posiadał majątek w Gryżynie. Pozostali bracia posiadali inne dobra, a posługiwali się zamiennie nazwiskiem Gryżyński lub innymi nazwiskami pochodzącymi od osad: Brenna, Jaszkowa i Osieczna. Później po bezpotomnie zmarłym Przybysławie Gryżyńskim miejscowości te straciły związki z Gryżyną.
W średniowieczu oprócz lokalnej szlachty wspomniano także inne osoby związane z Gryżyną. W 1356 odnotowano Tyczka kmiecia gryżyńskiego, świadka w procesie sądowym. W 1428 Macieja owczarza. W 1366 Bogumiła z Gryżyny pisarza, który sporządził dominikankom poznańskim dokument dotyczący sołectwa w Donatowie. W 1372 Mikołaja z Gryżyny profesora lub profesa franciszkanina wysłanego przez papieża Grzegorza XI na Węgry.
W 1413 starosta generalny wielkopolski wraz z sędziami polubownymi doprowadził do ugody pomiędzy stronami sporu terytorialnego rozgraniczając Gryżynę należącą wówczas do syna Jana Gryżyńskiego Borka oraz jego braci ze wsiami Wonieść z Gniewowo należącymi do klasztoru lubińskiego. Według ustaleń jezioro Wonieść leżące pomiędzy wsiami Gryżyna i Wonieść miało należeć do klasztoru tak daleko, jak sięga woda wraz ze strugą wypływającą z tego jeziora aż do miejsca oznaczonego 3 palami i dalej, aż do granicy wsi Nielęgowo, do granicy z majętnościami Borka. Błota, po prawej stronie tej strugi miały należeć do benedyktynów, a po lewej stronie były własnością Borka Gryżyńskiego. Obu stronom nie wolno było stawiać na tej strudze grobli ani młynów, a wolno im było jedynie budować jazy do łowienia ryb. Przy okazji tego rozgraniczenia unieważniono dawne przywileje oraz wyroki w tej sprawie.
W latach 1426–1428 Borek Gryżyński rozgraniczył również Gryżynę z Jezierzycami należącymi do Czemy i jego żony Tomisławy oraz z Jurkowem własnością Katarzyny Jurkowskiej. W 1432 stolnik poznański Przybysław z Gryżyny opatrzył swoją pieczęcią akt, w którym biskupi i wyżsi urzędnicy wielkopolscy zobowiązali się, że po śmierci Władysława Jagiełły obiorą królem jednego z jego synów. W 1448 ma miejsce kolejne rozgraniczenie posiadłości gryżyńskich. Andrzej i Wojsław Gryżyńscy rozgraniczyli  wieś z Osiekiem należącym do Mikołaja Jurkowskiego. Wyznaczona granica biegła od rzeki Obry przez bory i lasy do jeziora Wonieść.
W 1454 w spisie jeńców polskich w niewoli krzyżackiej odnotowano Wojciecha i Wojsława dziedziców Gryżyny. W 1498 Andrzej Gryżyński wysłał dwóch łuczników na pospolite ruszenie, a sam na nie poszedł z powodu odniesienia ciężkich ran.
W początku XVI wieku miejscowość została zniszczona w czasie sporów o zbrojnym charakterze pomiędzy Maciejem Gostyńskim, a panem Lasockim. W 1513 kanonik katedry poznańskiej Jurgizet z Naramowic przeprowadził wizytację wsi Gryżyna. We wsi odnotowano wówczas 9 łanów z tego 8 łanów osiadłych oraz jeden łan opuszczony. Gospodarowało w niej 7 kmieci na półłankach co razem dawało liczbę 3,5 łana areału wsi. Każdy z nich płacił jedną grzywnę czynszu. Oprócz nich odnotowano 5 zagrodników, którzy płacili po 6 groszy czynszu. Budynki kmieci oraz zagrodników były zniszczone i były w trakcie odbudowy. Folwark obsiewano pszenicą, żytem i owsem. We wsi stała opustoszała zniszczona przez żołnierzy najemnych karczma, która płaciła trzy wiardunki. Odnotowano młyn nowo zbudowany na Obrze o 2 kołach wodnych dający 3 miary dziedzicowi, a czwarta pozostawała dla młynarza. Z powodu zniszczeń ludzie zwolnieni byli od czynszu i robocizny na folwarku na rzecz właściciela wsi. W 1514 kapelan katedry poznańskiej zgodził się na zmniejszenie czynszu z Gryżyny z 3,5 grzywny na 3 wiardunki rocznie z powodu spustoszenia wsi.
W 1539 Wawrzyniec opat lubiński pozwał Jana Gostyńskiego dziedzica gryżyńskiego o to, że kazał kmieciom z Gryżyna łowić ryby w jeziorze należącym do wsi Wonieść. Opactwo obliczyło szkody na 20 grzywien, sędziowie potwierdzili, że jezioro woneskie należy do klasztoru lubińskiego. W 1553 Benedykt Staręski właściciel w Gryzynie prowadził spór z Gostyńskimi dowodząc, że dziedzina zwana „Bunino” nie jest osobną wsią, lecz częścią Gryżyny i leży w jej granicach w wyniku czego miała miejsce kolejna sprawa sądowa o granice posiadłości.
Wieś odnotowano w historycznych rejestrach poborowych. W 1530 miał miejsce pobór z Gryżyny od 3 łanów. W 1563 pobrano podatki z ze wsi od 4 łanów, 3 komorników, rzemieślnika, karczmy dorocznej, wiatraka dorocznego, młyna wodnego dorocznego o dwóch kołach walnych. W 1564 w Gryżynie odnotowano 3,5 łana. W 1581 pobór odbył się od 5 i 1/4 łana, 6 zagrodników, 4 komorników, 3 rzemieślników, owczarza owypasającego 15 owiec, młyna walnego o 2 kołach.
W następnych latach właścicielami wsi byli: Gostyńscy, Staręścy, Gołutowscy, Mąkowscy, od 1713 roku Wyssogota-Zakrzewscy (kolejno: Wacław i Karol), od 1786 roku właścicielami byli Wierusz – Kowalscy. W 1835 roku wieś i majątek przeszedł w ręce rodziny Lossowów, w których władaniu pozostawały do roku 1939. Gryżyński dwór (być może w formie wieży obronnej) wzmiankowany był w dokumencie z 1466 r., dwór Wyssogota-Zakrzewskich opisano w dokumentach z 1760 i 1774.
W wyniku II rozbioru Rzeczypospolitej w 1793, miejscowość przeszła w posiadanie Prus i jak cała Wielkopolska znalazła się w zaborze pruskim. W okresie Wielkiego Księstwa Poznańskiego (1815–1848) miejscowość wzmiankowana jako Gryżyna należała do wsi większych w ówczesnym powiecie Kosten rejencji poznańskiej. Gryżyna należała do okręgu kościańskiego tego powiatu i stanowiła siedzibę majątku Gryżyna, który należał wówczas do Lossowa. Według spisu urzędowego z 1837 roku Gryżyna liczyła 264 mieszkańców, którzy zamieszkiwali 23 dymy (domostwa).
W 1928 roku Mieczysław Goltz został odznaczony Srebrnym Krzyżem Zasługi za „zasługi w pracy narodowej”.

## Zabytki
- Kościół parafialny św. Barbary wybudowany w latach 1885−86 według planów architekta Alexis Langer z Wrocławia. Ceglaną neogotycką świątynię ufundowała rodzina von Lossow. Przy kościele znajdują się liczne groby właścicieli majątku w tym Wyssogota-Zakrzewskich[7].

- Dwór barokowy, wzniesiony w końcu XVIII w.[b], być może z wykorzystaniem murów wcześniejszych[c] na planie prostokąta, frontem zwrócony na północ, murowany, otynkowany. Parterowy z wystawką nad wejściem, kryty wysokim dachem łamanym polskim. Na frontowej, trójosiowej wystawce herby Junosza i Dryja. Od wschodu i zachodu parterowe przybudówki kryte dachem płaskim. Przed dworem lipa drobnolistna. Po wschodniej stronie dworu oficyna, od zachodniej strony lipa wielkolistna, od wschodniej lipa drobnolistna, czteropienna. Przy dworze jednohektarowy park.

- Ruiny kościoła św. Marcina z IV ćwierci XIII wieku[8], około 1,5 km na południowy zachód od wsi.

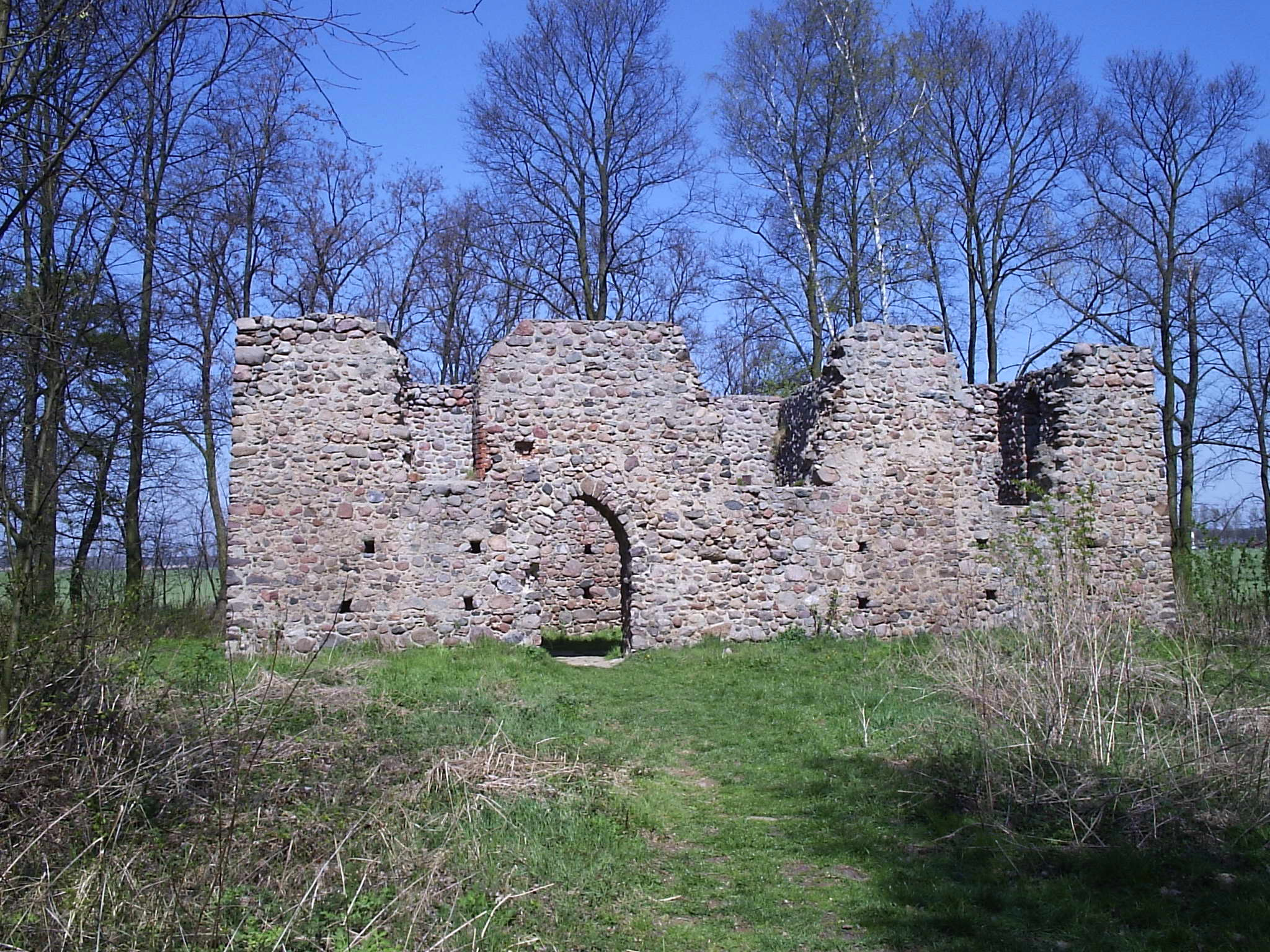
Ruiny kościoła św. Marcina z końca XIII w. w pobliżu Gryżyny
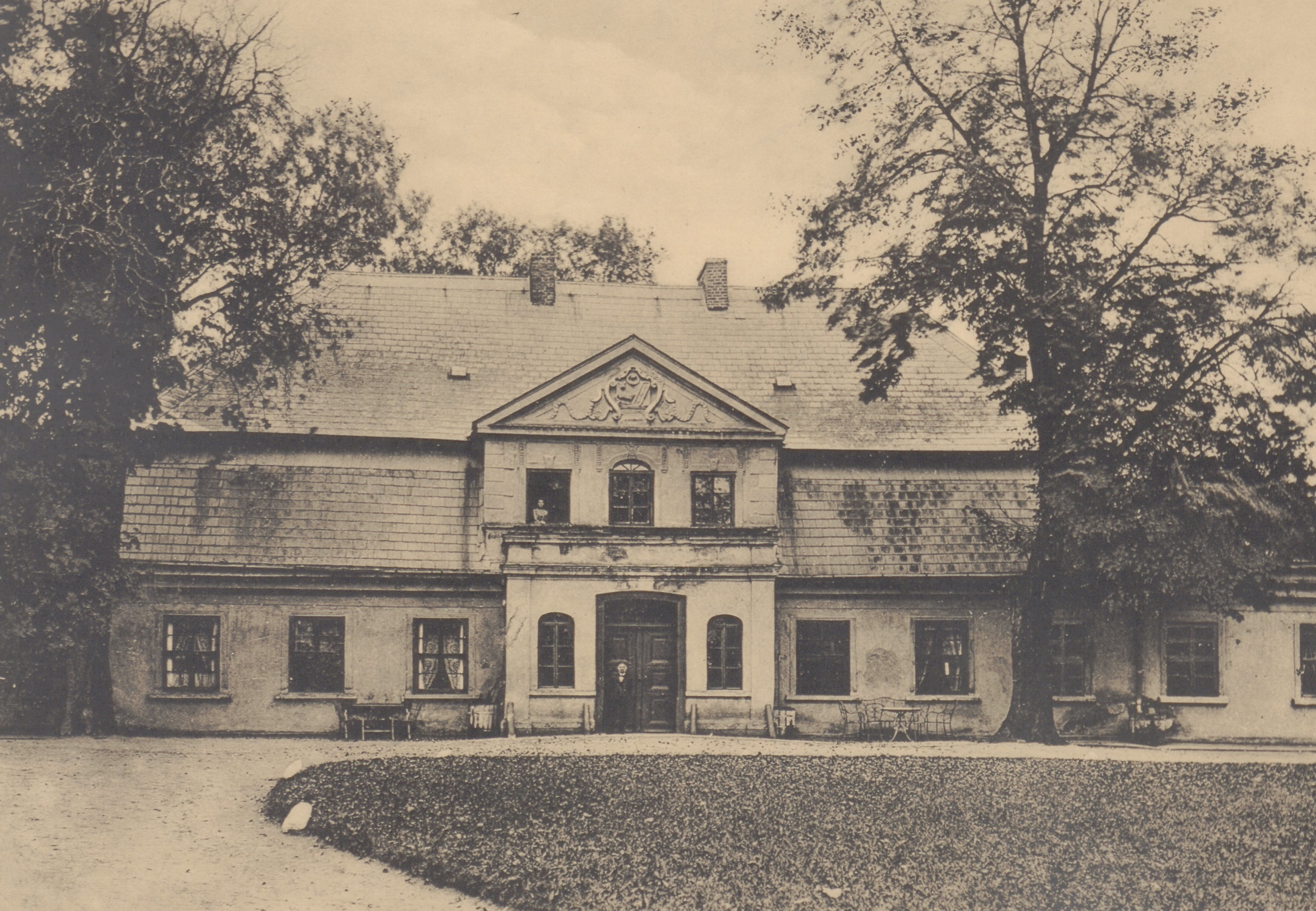
Widok dworu przed 1912

## Legenda o brzozie gryżyńskiej
Do 1875 roku w miejscowości, przy ruinach kościoła św. Marcina, rosła tzw. „brzoza gryżyńska” znana z podań ludowych.

## Urodzeni w Gryżynie
- Antoni Kasztelan